# Elbrus Tedejev
Elbrus Tedejev (Elbrus Tedety, osetsky Тедеты Сосланы фырт Эльбрус) nebo (rusky Эльбрус Тедеев); * 5. prosinec 1974, Nogir) je bývalý ruský a ukrajinský zápasník volnostylař osetské národnosti, olympijský vítěz z roku 2004, který od roku 1993 reprezentoval Ukrajinu.

## Sportovní kariéra
Volnému stylu se věnoval od 11 let ve Vladikavkazu pod vedením Artura Bazajeva. Po rozpadu Sovětského svazu koncem roku 1991, využil nabídky Borise Savlochova trénovat v Kyjevě a zápasit za Ukrajinu. V roce 1996 se kvalifikoval na olympijské hry v Atlantě. Jako úřadující mistr světa však ve třetím kole nestačil na Korejce Čang Če-songa a nakonec vybojoval bronzovou olympijskou medaili. V roce 2000 startoval na olympijských hrách v Sydney, ale v základní skupině nestačil na Murada Umachanova z Ruska a skončil v poli poražených. Od roku 2002 přešel po snížení počtu váhových kategorií do lehké váhy, ve které se v roce 2004 kvalifikoval na olympijské hry v Athénách a poprvé nepatřil za velkého favorita na vítězství. Olympijským turnajem proplul do finále, ve kterém porazil Američana Jamilla Kellyho a získal zlatou olympijskou medaili. Následně ukončil sportovní kariéru. Žije v Kyjevě. Věnuje se politické práci v oblasti sportu a byl opakovaně zvolen do ukrajinského parlamentu za proruskou Stranu regionů.

## Výsledky
| Turnaj             | 1994        | 1995        | 1996        | 1997        | 1998        | 1999        | 2000        | 2001        | 2002       | 2003       | 2004       |
| Turnaj             | 20          | 21          | 22          | 23          | 24          | 25          | 26          | 27          | 28         | 29         | 30         |
| Turnaj             | pérová váha | pérová váha | pérová váha | pérová váha | pérová váha | pérová váha | pérová váha | pérová váha | lehká váha | lehká váha | lehká váha |
| ------------------ | ----------- | ----------- | ----------- | ----------- | ----------- | ----------- | ----------- | ----------- | ---------- | ---------- | ---------- |
| Olympijské hry     |             |             | 3.          |             |             |             | 11.         |             |            |            | 1.         |
| Mistrovství světa  | 7.          | 1.          |             | 5.          | 4.          | 1.          |             | 3.          | 1.         | 6.         |            |
| Mistrovství Evropy | —           | 6.          | 4.          | 2.          | 3.          | 1.          | —           | 7.          | —          | 2.         | 2.         |